# مالیات بر سود بادآورده
مالیات بر سود بادآورده (انگلیسی: Windfall tax) به نرخ مالیات بالاتر بر سودهایی اطلاق می‌شود که در نتیجه یک سود بادآورده ناگهانی برای یک شرکت یا صنعت خاص به دست می‌آید. مالیات بر سود بادآورده در کشورهای مختلفی در سراسر جهان از جمله استرالیا، ایتالیا و مغولستان وجود داشته است. پس از بحران جهانی انرژی ۲۰۲۱–۲۰۲۳، متخصصان سیاست در صندوق بین‌المللی پول به دولت‌ها توصیه کردند که مالیات بر سودهای بادآورده را با هدف قرار دادن اجاره‌های اقتصادی در بخش انرژی، به استثنای انرژی‌های تجدیدپذیر برای جلوگیری از مانع شدن در توسعه بیشتر آن، وضع کنند.